# Lê Thị Kim Liên
Lê Thị Kim Liên (sinh 1956) là đại biểu Quốc hội Việt Nam khóa XI, thuộc đoàn đại biểu Thái Bình.